# Forgive-Me-Not
«Forgive-Me-Not» — российская группа, игравшая музыку в стиле готик-метал и дум-метал. Была образована в городе Тула летом 1996 года. Первоначальный состав включал в себя Виктора Куковерова (вокал, бас), Михаила Карасёва (гитара) и Андрея Суханова (ударные). Впоследствии, после распада Forgive-Me-Not, Михаил Гуз, гитарист, организовал проект Heavenside.

## История
Группа Forgive-Me-Not была образована летом 1996 года в городе Тула (Россия). В первоначальный состав группы входили Виктор Куковеров (вокал/бас), Михаил Карасёв (гитара), Андрей Суханов (ударные).
В течение года была подготовлена дебютная программа и в период с августа по октябрь 1997 года Forgive-Me-Not записывают альбом «Tearfall», который в начале 1998 года вышел на кассетах на фирме MAGIK ART Entertainment. Сразу после записи альбома в составе группы появляются Михаил Гуз (гитара) и Елена Горбунова (клавишные).
Летом 1998 года Forgive-Me-Not подписывают контракт с российским лейблом METAL AGEN Records, который переиздает «Tearfall» в формате CD/MC.
В течение первой половины 1998 года группа работает над новой программой, которая была реализована в виде второго альбома «Spaceapple», работа над которым в студии проходила с августа по сентябрь 1998 года.
Этот альбом вышел на METAL AGEN Records осенью 1999 года в формате MC, а в конце января 2001 года в формате CD.
В июле 2000 года музыканты вновь отправляются в студию, где начинают работу над третьим полноформатным альбомом. Работа протекала очень тяжело и медленно, и лишь в июле 2001 года материал был полностью записан.
Его можно услышать сразу на двух последующих релизах. В январе 2002 года был выпущен макси-сингл «Swallow Songs», в августе 2002 года — третий полноформатный альбом «Perfect Innocence».
Осенью 2003 года выходит мини-альбом «Behind», который включал в себя как совершенно новые, так и не изданные ранее песни. Основу его составляли песни с 4-хпесенного демо, записанного группой летом 2002 года, совершенно новый трек «Time in Timeout», трек «Freezing Point» с предыдущей рекорд-сессии, а также кавер-версия хита CINDERELLA «Gypsy Road».
С самого начала 2003 года группа работает над очередным альбомом и осенью 2003 года отправляется в московскую студию «Дай Рекордз», где в течение полугода работает над записью материала. Результатом этой работы стал очередной альбом группы под названием «Heavenside», который был выпущен в мае 2004 года через METAL AGEN/SOYUZ.
После выхода этого альбома музыканты решают взять небольшую творческую паузу и собираются вместе лишь время от времени для того, чтобы отыграть очередной концерт.
В конце года группу покидает один из основателей — гитарист Михаил Карасёв. Уходит он для того, чтобы построить свою любовь на проекте ДОМ-2 https://web.archive.org/web/20110313005846/http://dom2.ru/heroes/old/33226. Заменой ему стала гитаристка Алёна Гиндина, которая в качестве сессионного музыканта отыграла с группой несколько концертов, а затем становится полноправной участницей группы.
В 2005 году Metal Agen/Soyuz выпускают переиздания двух первых альбомов группы — «Tearfall» и «Spaceapple», с изменённым и улучшенным дизайном буклетов. Эти издания были дополнены эксклюзивными бонус-треками.
С начала 2005 года Forgive-Me-Not работают над новыми песнями. Причём впервые за свою историю группа решает записать и выпустить альбом сразу в двух версиях — английской и русской. В течение полугода идёт напряжённая работа над созданием материала, и в конце лета 2005 года группа снова отправляется в студию Дай Рекордз.
Весной 2006 года Forgive-Me-Not расторгают договор с лейблом METAL AGEN/SOYUZ, и подписывают контракт с лейблом Irond Ltd..
15 мая 2006 года на Irond Ltd.. Выпущена русскоязычная версия альбома «Suicide Сервис», содержащая прекрасно записанный и очень сильный материал.
1 июня на «Мистерии Звука» выходит упрощённая версия альбома для широкого распространения в регионах бывшего СССР.
В поддержку нового альбома группа отыгрывает несколько концертов-презентаций в рамках мини-тура по городам России.
Отыграв серию концертов в поддержку нового альбома, гитаристка Алёна Гиндина принимает решение уйти из группы. На место второго гитариста был принят гитарист Вадим Грызлов, ранее помогавший группе на концертах в качестве сессионного бас-гитариста. А весной 2007 года к группе присоединяется Вадим Петин (бас-гитара).
В начале 2007 года группа записывает вокальные партии для англоязычной версии альбома «Suicide Service». Релиз альбома состоялся 23 апреля 2007 года на Irond Ltd., после чего проходит несколько концертов-презентаций в его поддержку.
За время своего существования группа отыграла множество концертов, среди которых наиболее значительными стали выступления в поддержку таких групп как Doro, To/Die/For, CHARON, EverEve, Lake of Tears, Paul Di'Anno и других.

## Распад
26.09.2007, после нескольких выступлений в поддержку альбома Suicide Service(2007), группа сделала заявление о прекращении творческой деятельности. Барабанщик группы Андрей (Andy) Суханов написал на форуме: «С этого момента группа Forgive-Me-Not прекращает своё существование. Мне очень больно и грустно писать об этом, но это реальность. Определённые обстоятельства делают невозможным дальнейшее существование группы. Поэтому сразу хочу сказать: реюниона не будет.»
В частной беседе Энди сказал следующее: «Группа Forgive-Me-Not за 11 лет своего существования достигла такого уровня, что продолжение просто не имеет смысла.»

## Смерть Виктора Куковерова
27 марта 2008 в московской больнице умер Виктор Куковеров — вокалист группы Forgive-Me-Not. Он находился в состоянии комы в результате несчастного случая, произошедшего в московском метро.
«При подходе локомотива к станции, Витя стоял у кромки тоннеля…произошел толчок и удар головой пришелся как раз о зеркало бокового осмотра, каким оборудованы все головные вагоны составов метрополитена…»

## Трибьют и сборники

### Сборники
Romantic Dark Symphonies (2008)
В 2008 году на лейбле СОЮЗ выходит сборник Romantic Dark Symphonies.
The Best of Forgive-Me-Not. Всё и самое лучшее в городе ангелов (2010)
Дизайн выполнен лучшим дизайнером российского метал андерграунда Вальдемаром Смердулаком, а мастеринг не менее известным мастером и ваятелем тяжёлого звука — Русланом «Roos» Масленниковым (MELANCHOLY, V-2 и другие) в студии Mindcrusher Labs (г. Электросталь, Московская область), в которой записали свои альбомы многие известные метал-группы (и не только метал-).
В сборнике лучших вещей собраны все хиты ансамбля, созданные музыкантами за всё время их существования. Этот альбом слушается на одном дыхании и вне всяких сомнений оставит незабываемые впечатления о творчестве поистине великой российской команды.
Хочется, однако, удивиться, что ни на тот, ни на другой сборник не попали композиции с альбомов Suicide Сервис (2006) и Suicide Service (2007). Скорее всего, это произошло по причине разногласий Metal Agen и Irond (именно на этом лейбле были выпущены последние две студийные работы группы).

### Вступительные слова к альбомам известных журналистов
«…Я прекрасно помню тот эффект, который произвел на меня в 1998 году альбом „Tearfall“ на общем фоне тогдашней российский метал-сцены. Это был действительно фирменный релиз, сделанный по европейским стандартам: качественная запись, практически без акцента вокал, да и в целом модная хитовая музыка, которая не выглядела безнадежно отставшей от зарубежных коллег по цеху.
Forgive-Me-Not — сразу нашли свою нишу и довольно успешно просуществовали в ней до самого конца, при этом, конечно, прогрессируя, но в разумных пределах. Я думаю, что в конце 90-х Forgive-Me-Not стали одним из тех наглядных примеров успешной российской андеграундной группы, которые заставили многие начинающие российские группы как следует поднажать и всего за несколько лет подтянуться до того вполне уже достойного уровня, на котором находится наша метал-сцена сегодня…»
Андрей Корюхин (журнал Dark City)
http://www.dark-city.ru
«…Полагаю, среди отечественных поклонников тяжёлой музыки, а в особенности те, кто слушает gothic/doom metal с 90-х годов, нет человека, который бы не знал о существовании российского коллектива под довольно необычным и интересным названием Forgive-Me-Not. Группа, взорвавшая в 1997 году отечественный андеграунд своим дебютником „Tearfall“, на протяжении 11-ти лет оставались ведущей командой на метал-сцене СНГ в своём стиле, вплоть до своего неожиданного ухода со сцены…
С самого начала эта тульская группа привлекла к себе очень пристальное внимание как со стороны фэнов, так и со стороны различных средств массой информации. До этого в СНГ, такую музыку никто не играл, да и наверное не будет играть. Forgive-Me-Not всегда отличались от своих коллег по сцене своей самобытностью, свежестью, стремлением не следовать всяческим трендам и модным влияниям, а их первые, и безусловно великолепные во всех отношениях альбомы — „Tearfall“ и „Spaceapple“, можно смело в один ряд с лучшими работами таких грандов мировой метал-сцены как Paradise Lost, Darkseed и Pyogenesis, не больше — не меньше…
Конечно же, влияние и вклад Forgive-Me-Not в рамках отечественной сцены — глупо отрицать. Не в последнюю очередь благодаря этим тульским музыкантам, на Западе стали воспринимать российские gothic metal группы со всей серьёзностью и неподдельным интересом. Лично для меня Forgive-Me-Not всегда были ярким примером неувядающей работоспособности, безудержной энергии, душевных мелодий и искренности в текстах. Недаром за Forgive-Me-Not крепко упрочнилось звание — „безусловные лидеры российского gothic metal‘a“. Они были одни из немногих, которые делали историю мелодичного металла в нашей стране…»
Costas Silent (журнал Terroraiser)
http://www.terroraiser.com

### Tribute Album (Каверына Forgive-Me-Not)
Forgive-Me-Not Tribute Album
В трибьюте участвуют как известные, так и совсем молодые исполнители, которые аранжировали песни Forgive-Me-Not в присущих каждому участнику стиле и направлении. Среди них такие группы как EDGE OF SILENCE, FATAL AIM, HEAVENSIDE, Inexist, JUMA, Little Dead Bertha, KAGUAR, STATIC FAIRY, Stigmatic Chorus, Невидь и Тень веков.
| №   | Песня                | Группа             | Альбом                       | Год  |
| --- | -------------------- | ------------------ | ---------------------------- | ---- |
| 1.  | Cold Sand            | Тень веков         | Forgive-Me-Not Tribute Album | 2009 |
| 2.  | Crime                | Fatal Aim          | Forgive-Me-Not Tribute Album | 2009 |
| 3.  | The Dying Star Pilot | Heavenside         | Forgive-Me-Not Tribute Album | 2009 |
| 4.  | Neverland            | Невидь             | Forgive-Me-Not Tribute Album | 2009 |
| 5.  | Через Тысячи Лет     | Stigmatic Chorus   | Forgive-Me-Not Tribute Album | 2009 |
| 6.  | Morning Outside      | Inexist            | Forgive-Me-Not Tribute Album | 2009 |
| 7.  | In Danger            | Edge Of Silence    | Forgive-Me-Not Tribute Album | 2009 |
| 8.  | Сгорая В Тебе        | Kaguar             | Forgive-Me-Not Tribute Album | 2009 |
| 9.  | The Ocean            | Little Dead Bertha | Forgive-Me-Not Tribute Album | 2009 |
| 10. | Tomorrow             | Juma               | Forgive-Me-Not Tribute Album | 2009 |
| 11. | Freezing Point       | Static Fairy       | Forgive-Me-Not Tribute Album | 2009 |

## Состав

### Последний состав
- Виктор Куковеров (Vic) (18 февраля 1977 — 27 марта 2008) — вокал
- Вадим Грызлов (V ad) — гитара
- Михаил Гуз (Michael) — гитара
- Елена Горбунова (Elena) — клавишные
- Андрей Суханов (Andy) — ударные
- Вадим Петин (The 2nd) — бас-гитара

### Бывшие участники
- Михаил Карасёв (1996—2004) — гитара
- Алёна Гиндина (2004—2006) — гитара

## Дискография
- Tearfall (1998)
- Spaceapple (1999/2001)
- Swallow Songs (EP, 2002)
- Perfect Innocence (2002)
- Behind (EP, 2003)
- Heavenside (2004)
- Tearfall (2005, переиздание)
- Spaceapple (2005, переиздание)
- Suicide Сервис (2006)
- Suicide Service (2007)
- Romantic Dark Symphonies (2007) (сборник)
- Forgive-Me-Not Tribute Album (2009)
- The Best of Forgive-Me-Not. Всё и самое лучшее в городе ангелов (2010) (сборник)